# XSplit
XSplit é um aplicativo de streaming desenvolvido pela SplitmediaLabs. É usado para capturar jogos para streaming ou gravação de vídeos. Uma versão Steam foi publicada pela Devolver Digital em 12 de junho de 2016.

## Versões
Existem duas versões do XSplit,elas são XSplit Broadcaster e XSplit Gamecaster.
- O XSplit Broadcaster, atua como uma Mesa de corte onde é capaz de alternar entre várias configurações de mídia (também conhecidas como "cenas")
- O XSplit Gamecaster, por outro lado, é uma aplicação turnkey, projetada para jogadores casuais que querem imediatamente iniciar a transmissão ao vivo ou gravar sua jogabilidade com configuração mínima.

## História
O XSplit foi criado em 2009, quando o SplitmediaLabs se juntou com a Hmelyoff Labs. Inicialmente,ele foi um produto de captura de tela, mas acabou se tornando um programa de streaming.

### XSplit Broadcaster
O XSplit Broadcaster 1.0 foi oficialmente lançado em 13 de abril de 2012, O lançamento também marcou o início do seu esquema de preços de freemium.
Pouco antes do lançamento do XSplit Broadcaster 1.1, A SplitmediaLabs e AVerMedia tornaram-se parcerias. Isso centrou-se em torno da AVerMedia embarcando licenças de três meses do XSplit junto com sua placa de captura Live Gamer HD C985.
Em agosto de 2012, o XSplit 1.1 foi lançado. Ele continha correções de bugs,e aprimoramentos para recursos existentes, e introduziu novos recursos para usuários premiums.
O XSplit Broadcaster 1.2 tornou-se publicamente disponível em janeiro de 2013. Esta atualização incluiu aprimoramentos no desempenho e suporte para novos dispositivos de hardware como a Elgato Game Capture HD.
O XSplit Broadcaster 1.3 foi lançado em novembro de 2013. Esta versão continha correções de segurança para evitar problemas de login relatados por alguns usuários. Além disso, a atualização também continha a compatibilidade completa coma a plataforma Twitch.tv, compatibilidade melhorada com jogos como Battlefield 4, Call of Duty: Ghosts, Hearthstone: Heroes of Warcraft, etc., e suporte a placas de captura melhorado para AVerMedia, Hauppauge, Elgato, Matrox entre outras.

### XSplit Gamecaster
Em dezembro de 2013, uma versão inicial do XSplit Gamecaster foi publicada. Em janeiro de 2014, uma prévia do XSplit Gamecaster foi publicada para a imprensa,
O XSplit Gamecaster inicialmente era disponível apenas para usuários que compraram uma licença para o XSplit Broadcaster, no entanto, uma versão gratuita foi adicionada mais tarde.
Uma parceria entre a MSI e o XSplit foi estabelecida em março, onde computadores da MSI recém-fabricados viriam com o XSplit Gamecaster pré-instalado e configurado

### XSplit V2
Em novembro de 2014, o XSplit V2 foi lançado. Antes do lançamento, os usuários só podiam experimentar a versão beta e reportar bugs através do fórum de suporte.
XSplit V2,foi uma atualização importante para o XSplit Broadcaster e o XSplit Gamecaster. Além das melhorias estéticas, a principal mudança nesta versão foi marcada pela criação de recursos que anteriormente estavam disponíveis apenas para usuários pagos.
Ele também continha novos recursos, como o Scene Preview Editor,Express Video Editor, Audio Monitor, Web Page URL Source, etc

### Aquisições
Em 14 de julho de 2016, a SplitmediaLabs adquiriu a plataforma de torneio Challonge e o serviço social Player.me.Adquirido o Strexm em 28 de setembro de 2016.